# Зотино (Кормиловский район)
Зо́тино — деревня в Кормиловском районе Омской области России. Входит в состав Георгиевского сельского поселения.

## История
В 1928 году деревня состояла из 131 хозяйств, основное население — русские. В административном отношении являлась центром Зотинского сельсовета Корниловского района Омского округа Сибирского края.

## Население
| 2010 |
| ---- |
| 209  |

## Улицы
- ул. База отдыха,
- ул. Дачная,
- ул. Зелёная,
- ул. Октябрьская,
- ул. Школьная.